# Liberta
Liberta är den tredje största orten i Antigua och Barbuda. Den ligger på södra delen av ön, en bit inåt land från Falmouth. Orten hade 2001 2 560 invånare.
Terrängen runt Liberta är platt österut, men västerut är den kuperad. Havet är nära Liberta söderut. Närmaste större samhälle är Saint John's, 11,4 km nordväst om Liberta. 

## Historia
Orten grundades efter slaveriets avskaffande år 1835 då en markägare råkade i finansiell nöd och sålde av sina ägor i små delar. De före detta slavarna i området köpte upp delarna och bosatte sig på dessa. År 1842 sattes en skylt med texten "The Village of Liberta" upp.